# Holler
A holler egy énekstílus. A szó elsődleges jelentése kiáltani, kiabálni.

## A blues történetében…

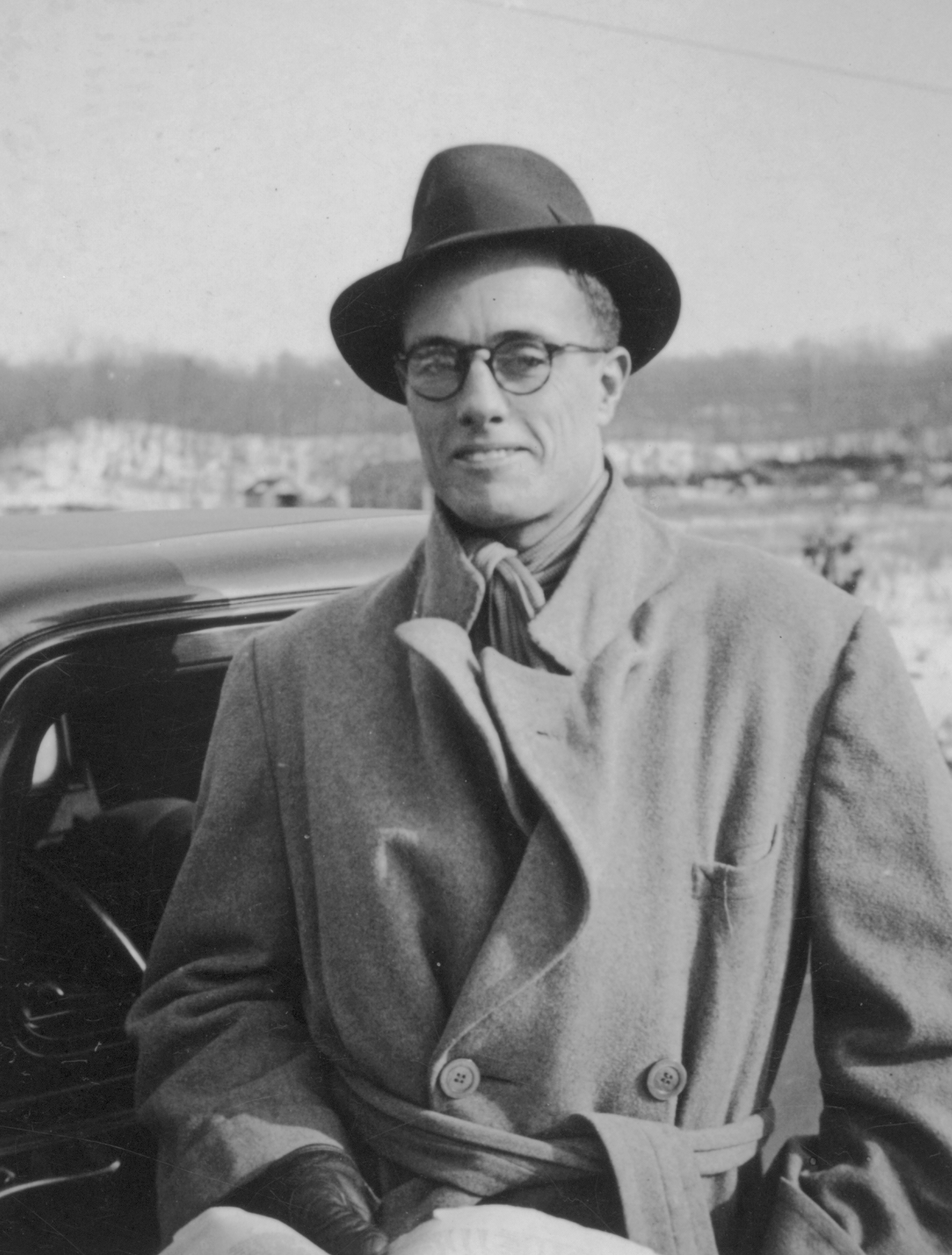
John A. Lomax Jr., amerikai folklórkutató

A "Blues története" című, a műfaj történelmét összefoglaló munkájában Paul Oliver úgy definiálja, mint a blues műfaj gyökerének számító, gyapotföldi munkások énekelte dalt. Lejegyzéséhez 1924 telén az Iowa Egyetem pszichológiai részlegének laboratóriumában dr. Milton Metfess és dr. Carl Seashore kifejlesztették a fotofonográfia módszerét, mellyel e különleges hanglejtésű sorok lejegyezhetővé váltak.
A hollert éneklő mindig büszke díszítéseire, melyek hajlításként fordíthatóak le az általános zenei nyelvben.
Tipikus példája az arhoolie vagy mezei holler, amit 1939-ben rögzített Thomas Marshall Edwardsban (Mississippi)
„Csak azt tudom mondani, mikor kissrác voltam énekeltünk a földeken. Nem is igazán énekeltünk, csak kiabáltunk. De a dalaink azokról a dolgokról szóltak, melyek azokban az időkben történtek, és azt hiszem a blues valahol itt kezdődött el.” (Son House)
A holler, mint kommunikációs eszköz, a világon az egyik legrégebbi és egyaránt megtalálhatóak nyomai Afrikában, Amerikában és Európa területén (példa).
John Lomax 1939-es, három hónapos útjának kutatási eredményei, felvételei (majdnem 700 hangminta) nagy jelentőségűek a hollerkutatás számára. Az Amerikai Egyesült Államok déli részén folyt Southern States Recording Trip hanganyaga a The Texaco Foundation jóvoltából meghallgatható online felvételek.

## Egy holler…
JACK O' DIAMONDS
Jack o' Diamonds, Jack o' Diamonds is a hard card to play; 
You can play it in the summer, play it in the fall; 
But Jack o' Diamonds was the poor man's friend. 
I plays the deuce 'gainst the tres, 
'Cause the deuce has been winnin' all the day. 
My pardner, Low, plays the Jack 'gainst the fo',
He'll win that bet in the dough.
I begged my pardner, Low, don't gamble no mo',
'Cause he would win that bet right in the dough. 
Yes, Mother, I know you told me so; 
Don't play dice an' cards any mo'. 
I received a letter which you reckon it said,
That my pardner, was Low, was dead. 
I though I heared the big bell tone; 
I knowed by that my pardner, Low, was dead an' gone.
Smith Cason Clemens állami farm, (Brazoria, Texas) 1939
dalszöveg meghallgatás